# Большая Рассольная
Большая Рассольная — река в России, протекает в Александровском районе Пермского края. Устье реки находится в 253 км по правому берегу реки Яйва. Длина реки составляет 11 км. Течёт преимущественно в юго-западном направлении. Всё течение реки проходит по ненаселённой местности, среди холмов покрытых таёжным лесом. Характер течения — горный.

## Данные водного реестра
По данным государственного водного реестра России относится к Камскому бассейновому округу, водохозяйственный участок реки — Кама от города Березники до Камского гидроузла, без реки Косьва (от истока до Широковского гидроузла), Чусовая и Сылва, речной подбассейн реки — бассейны притоков Камы до впадения Белой. Речной бассейн реки — Кама.
По данным геоинформационной системы водохозяйственного районирования территории РФ, подготовленной Федеральным агентством водных ресурсов:
- Код водного объекта в государственном водном реестре — 10010100912111100007031
- Код по гидрологической изученности (ГИ) — 111100703
- Код бассейна — 10.01.01.009
- Номер тома по ГИ — 11
- Выпуск по ГИ — 1